# Chráněná krajinná oblast Blanský les
Chráněná krajinná oblast Blanský les (CHKO Blanský les) je chráněná krajinná oblast v Česku. Vyhlášena byla 1. ledna 1990. Správa CHKO sídlí ve Vyšném. Rozloha činí 220 km², nadmořská výška se pohybuje v rozmezí 418 až 1087 metrů, nejvyšším bodem je vrchol Kletě.
Většina území CHKO spadá do okresu Český Krumlov, menší část na severu a západě do okresů České Budějovice a Prachatice. Jedná se o pozoruhodně zachovalý krajinný celek v Šumavském podhůří s četnými cennými lokalitami. Skoro celá CHKO je v rámci soustavy Natura 2000 vedena jako evropsky významná lokalita Blanský les (kód CZ0314124).

## Horopis
Území chráněné krajinné oblasti zasahuje do geomorfologického celku Šumavské podhůří, podcelků Prachatická hornatina (převážná část území), Bavorovská vrchovina (malá část na severozápadě území patří k okrsku Netolická pahorkatina) a Českokrumlovská vrchovina (na jihu CHKO malý cíp okrsku Boletická vrchovina). Z podcelku Prachatická hornatina zasahují do území okrsky Blanský les (centrální nejvyšší část území), Křemžská kotlina (centrální sníženina), v jižní části Chvalšinská kotlina a na západě Lhenická brázda. Pruh na východě území tvoří Kaplická brázda (okrsky Kroclovská a Velešínská pahorkatina), která již patří k celku Novohradské podhůří.
Vlastní masiv Blanského lesa je plochá hornatina, jejíž široké hřbety podkovovitě obklopují hlubokou tektonickou kotlinu Křemžského potoka. Ostatní území má spíše charakter ploché až členité vrchoviny. Na východě je masiv Blanského lesa ostře ohraničen hluboce zaříznutým údolím Vltavy. Průměrná nadmořská výška kotlin je 550 m, hřbetů 750 m.
Významné vrcholy:
- Kleť (1087 m)
- Bulový (953 m)
- Buglata (832 m)
- Vysoká Běta (804 m)
- Kluk (741 m)
- Chlumečský vrch (610 m)

## Geologie
V geologickém podloží zcela převládají přeměněné horniny, zejména granulit. Významné jsou vložky hadců a krystalických vápenců, které podmiňují vznik specifických půd a jim příslušejících rostlinných společenstev.

## Vodstvo
Jihovýchodní hranici oblasti tvoří v krátkém úseku řeka Vltava, jejíž kaňon leží ve výšce asi 400 m nad mořem. Osu území tvoří Křemžský potok, protékající širokou kotlinou a vlévající se do Vltavy pod zříceninou hradu Dívčí kámen.

## Květena a zvířena
Území oblasti je z 55 % pokryto lesními porosty. Ty jsou svým složením unikátním komplexem přirozených lesů. Původními rostlinnými pokryvy Blanského lesa byly až na nepatrné výjimky bučiny. V průběhu kolonizace byly částečně vytěženy a v uplynulých dvou staletích nahrazeny kulturními porosty smrku a borovice. Na značné části plochy, zejména na severních svazích, se bučiny v původní formě zachovaly dodnes a jsou zde záměrně pěstovány. Místy se v bukových porostech vyskytuje v menší míře jedle. Zoologicky a botanicky zajímavé jsou i ostrůvkovitě se vyskytující reliktní bory na hadcích a při jižním okraji oblasti čočky krystalických vápenců. Nejvýznamnější lokality těchto vzácných stanovišť jsou zvlášť chráněny.
CHKO je bohatá i na řadu druhů bylin, jejichž výskyt je všeobecně podmíněn přítomností rozsáhlých bukových lesů. V jejich bohatém podrostu nalezneme mařinku vonnou, věsenku nachovou, pitulník žlutý, lýkovec jedovatý, vraní oko čtyřlisté a mnohé další. Vyskytuje se zde i hořeček český.
Rostlinná a lesní společenstva jsou provázena přirozenou zvířenou. Mezi nejpozoruhodnější patří skupiny hmyzu a měkkýšů vázaných na vápencové a hadcové lokality. Z lovné zvěře je nejhojnější srnčí zvěř a prase divoké, postupně se sem šíří i zvěř jelení. Vyskytuje se zde chráněný rys ostrovid. Z ptáků je zastoupena silná populace holuba doupňáka, vyskytuje se zde jeřábek lesní, lejsek malý i černohlavý.

## Maloplošná zvláště chráněná území
Na území chráněné krajinné oblasti je vyhlášeno deset přírodních rezervací (PR), osm přírodních památek (PP) a jedna národní přírodní rezervace (NPR).
- PR Chrášťanský vrch
- PR Jaronínská bučina
- PR Vysoká Běta
- PR Dobročkovské hadce
- PP Na Stráži
- PP Šimečkova stráň
- PR Malá skála
- PR Ptačí stěna
- PP Provázková louka
- PP Hejdlovský potok
- PP Mokřad u Borského rybníka
- PR Bořinka
- PP Horní luka
- PR Kleť
- PR Holubovské hadce
- PR Dívčí kámen
- PP Meandry Chvalšinského potoka
- PP Kalamandra
- NPR Vyšenské kopce

## Naučné stezky
Správa Chráněné krajinné oblasti Blanský les provozuje naučnou stezku národní přírodní rezervace Vyšenské kopce. Stezka symbolicky začíná před budovou správy CHKO ve Vyšném. Má dvě větve - jedna začíná a končí ve Vyšném, druhá pak pokračuje na vlakové nádraží v Českém Krumlově. Stezka je určena pouze pro pěší, je asi 2,5 km dlouhá a má 14 zastavení.
Další naučná stezka vede po trase Třísov - Dívčí Kámen - Holubov územím při ústí Křemžského potoka do Vltavy, kde se vedle přírodních pozoruhodností soustředily už od pravěku i lidské aktivity.
Naučná stezka Brložskem začíná v Brlohu a vede údolím Dobročkovského potoka, přes Kuklov a vrch Stržíšek zpět do výchozího místa. Je dlouhá 7,2 km a má 16 zastavení.
Naučná stezka Červený Dvůr je asi tříkilometrový okruh zámeckým parkem. Má 14 zastavení s informacemi hlavně o vzniku a historii krajinářského parku.
Naučná stezka kolem Kletě byla jako poslední nově zřízena v roce 2006 při příležitosti 50. výročí přírodní rezervace Kleť. Měří 5 km a poskytuje informace zaměřené především na místní přírodu a také historii staveb na vrcholu Kletě.

## Historické památky
Kromě přírodních krás je Blanský les bohatý i na historické památky a lidovou architekturu. K nejvýznamnějším patří cisterciácký klášter Zlatá Koruna s kostelem ze 13. století, dále zřícenina rožmberského hradu Dívčí kámen, na Brložsku zbytky nedostavěného pozdně gotického kláštera v Kuklově. Zajímavé je rovněž keltské oppidum u Třísova (Archeologické výzkumy v regionu Český Krumlov). Mezi památkami lidové architektury vyniká obec Holašovice.